# Układy równoważne
Układy równoważne – układy wektorów {\displaystyle (v_{\iota })_{\iota =1}^{p},} {\displaystyle (w_{\iota })_{\iota =1}^{q},} takie, że układ {\displaystyle (v_{\iota })_{\iota =1}^{p}} wyraża się liniowo przez układ {\displaystyle (w_{\iota })_{\iota =1}^{q}} oraz układ {\displaystyle (w_{\iota })_{\iota =1}^{q}} wyraża się liniowo przez układ {\displaystyle (v_{\iota })_{\iota =1}^{p}}. Równoważność układów symbolicznie zapisujemy jako relację:
{\displaystyle (v_{\iota })_{\iota =1}^{p}\sim (w_{\iota })_{\iota =1}^{q}}.
Relacja równoważności układów określona w zbiorze wszystkich skończonych układów wektorów przestrzeni wektorowej {\displaystyle \mathbb {V} } jest relacją równoważnościową.
Dla przestrzeni generowanych przez układ wektorów prawdziwe jest następujące twierdzenie:
{\displaystyle {\mbox{span}}((v_{\iota })_{\iota =1}^{p})={\mbox{span}}((w_{\iota })_{\iota =1}^{q})\Longleftrightarrow (v_{\iota })_{\iota =1}^{p}\sim (w_{\iota })_{\iota =1}^{q}}.